# Bahnhof Westervoort
Der Bahnhof Westervoort ist der einzige Bahnhof der Gemeinde Westervoort in der niederländischen Provinz Gelderland. Er liegt an der Bahnstrecke Oberhausen–Arnhem und ist der Nachfolger einer im Jahre 1936 stillgelegten Station. An der Südseite des Bahnhofs befindet sich das Ortszentrum, darunter Filialen der Handelsketten Albert Heijn und Kruidvat, sowie das Rathaus der Gemeinde Westervoort.

## Geschichte
Die erste Haltestelle auf dem Gebiet von Westervoort wurde im Jahre 1856 zeitgleich mit der Eröffnung der Teilstrecke Arnhem–Zevenaar in Betrieb genommen. Sie wurde 1936 jedoch wieder geschlossen. Im Zuge des Stadsregiorail-Projektes der Stadsregio Arnhem-Nijmegen war auch die Errichtung eines Bahnhofs in Westervoort vorgesehen. Mit der Architektur des Baues wurde das Ingenieurbüro Movares betraut. Im Mai 2011 begann ProRail im Auftrag der Stadsregio Arnhem-Nijmegen mit dem Bau des Bahnhofs, der rund zehn Millionen Euro kostete. Die offizielle Eröffnung erfolgte am 11. Dezember 2011.
Nachdem die Frequenz im Jahresfahrplan 2012 erhöht worden war, verdoppelte sich die Zahl der Fahrgäste bis Dezember 2013 auf 1200 Personen, während sie im Vorjahr noch 500 Personen betragen hatte.
Im März 2016 wurde der Radschnellweg De Liemers eröffnet, der südlich des Bahnhofs in Westervoort verläuft und die Städte Arnhem und Zevenaar miteinander verbindet.

## Streckenverbindungen
Im Jahresfahrplan 2022 bedienen folgende Linien den Bahnhof Westervoort:
| Zugtyp             | Linienverlauf                                            | Frequenz                                                  |
| ------------------ | -------------------------------------------------------- | --------------------------------------------------------- |
| Stoptrein (Breng)  | Arnhem Centraal – Westervoort – Doetinchem               | halbstündlich (fährt nach 20 Uhr und am Wochenende nicht) |
| Stoptrein (Arriva) | Arnhem Centraal – Westervoort – Doetinchem – Winterswijk | halbstündlich                                             |